# Дверь, открытая для тебя
«Дверь, открытая для тебя»— советский фильм 1984 года, снятый на Рижской киностудии режиссёром Петерисом Крыловым.

## Сюжет
Об одном из современных колхозов Советской Латвии. Красной нитью проходит через фильм тема преемственности и ответственности.

традиционный в общем-то сюжет из колхозной жизни, вместивший в себя что-то от фильма о «деловом человеке», что-то от фильма об «одинокой женщине», традиционная «председательская» роль для Дзидры Ритенберг (какая уж по счету!)… Но из картины тем не менее выносишь ощущение какого—то свежего, нынешнего знания о жизни.— Г. Фролова — Современность и экран // Искусство кино, 1986

## В ролях
- Дзидра Ритенберга — Эмма
- Ромуалдс Анцанс — Каспар
- Рута Витыня — Гуна
- Иварс Пуга — Айгарс
- Гунта Виркава — Игла
- Нина Леймане — Гайда
- Леонидс Грабовскис — Малдонис
- Борис Бекет — Виктор «Гуцул»
- Вера Шнейдере — Мария
- Валдемарс Зандбергс — Карлис, муж Элмы
- Элизабет Загорска — дочь Илги
- Янис Букс — отец Карлиса
- Илона Намниеце — дочь Элмы
- Лаума Ёнена — Лаура
- Имантс Адерманис — эпизод

## Критика
В картине «Дверь, открытая для тебя» режиссёр  Петерис Крылов действительно стремится исследовать современные характеры, отношения, процессы. Он возвращает нашему кино такое качество, почти что утерянное за детективными головоломками и мелодраматическими эффектами, как вкус к повседневности. Для этой эстетики обыкновенного много значит степень подробности, правда ведь? И меня, очень подкупило, что экран бережен к деталям среды. Самой будничной, ничем не выдающейся. А ведь часто все это отбрасывается в латвийских фильмах как «избыточная информация», якобы только мешающая лучше усваивать главные драматургические линии.— Г. Фролова — Современность и экран // Искусство кино, 1986

Это были сцены сельской жизни, которые побуждают задуматься над многими болезненными вопросами, но, к сожалению, им не хватало обширной драматургической организации или сюжетной гармонии материала, тех внутренних связей и поворота формы, которые придавали целостность и социальную значимость «Моей семье».
Оригинальный текст (латыш.)"Durvis , kas tev atvērtas» ( 1984 , M. Svires scenārijs). Tās bija lauku dzīves ainas, kuras rosina padomāt par daudziem sasāpējušiem jautājumiem, bet kurām diemžēl trūka plašā materiāla dramaturģiskas organizētības jeb  sižetiskas harmonijas, to iekšējo saikņu un formas groduma , kas piešķīra viengabalainību un sociālu nozīmīgumu «Manai ģimenei».
— Padomju Latvijas kinomāksla / Lilija Dzene. - Liesma, 1989. - 460 l. - lpp. 267